# Frank Shamrock
Frank Shamrock (Santa Mónica, California; 8 de diciembre de 1972) es un artista marcial mixto estadounidense retirado. Apodado «La Leyenda», es el único peleador en consagrarse campeón mundial en cuatro organizaciones de MMA distintas: Pancrase, UFC, WEC y Strikeforce.
Inicialmente fue conocido como el «hermano adoptivo menor» de Ken Shamrock. Frank fue considerado como el mejor luchador de la década de los 90, y uno de los mejores libra por libra en la historia del género, con victorias ante figuras como Bas Rutten (a quien venció en dos oportunidades), Kevin Jackson (medalla de oro de lucha libre en los Juegos Olímpicos de Barcelona 1992), Masakatsu Funaki, Minoru Suzuki, Tito Ortiz Jeremy Horn o Dan Henderson.
Fue cinturón negro séptimo dan en sumisiones de lucha libre profesional, categoría en la que logró ocho títulos mundiales, tras obtener el King Of Pancrase en 1996. Fue el primer campeón mediopesado de la Ultimate Fighting Championship en 1997 y se retiró de dicha organización después de cuatro defensas exitosas. Invicto durante más de una década en combates de artes marciales mixtas (entre 1997 y 2007, incluyendo dos retiros) y consiguió también los títulos Contenders y WEC de medianos y Strikeforce en supermedios (2007). Ostentó durante mucho tiempo el Récord de Guinness por la victoria más rápida en combates por el título mundial de la UFC tras derrotar a Kevin Jackson por sumisión en 16 segundos, récord que solo fue superado por Ronda Rousey y Conor McGregor.
Fue nombrado tres veces luchador del año por la revista Full Contact Magazine, mejor luchador de Full Contact para Black Belt Magazine en 1998 y Luchador de la Década de los '90 por Wrestling Observer.

## Infancia
A los 12 años de edad, Frank Juárez fue colocado en centros de ayuda psicológica y por otras circunstancias de la vida, la cárcel. Finalmente, él fue a vivir con Robert Shamrock, que había tomado a cientos de muchachos en situaciones similares (incluyendo al más viejo Ken, hermano adoptivo de Frank). Juárez fue a vivir con Shamrock en su casa en Susanville, California, y oficialmente fue adoptado por Shamrock a la edad de 21 años. Al igual que Ken, Frank más tarde cambiaría su nombre legal a Shamrock.

## Carrera en artes marciales mixtas

### Pancracio, batallas con Rutten, Funaki y Suzuki
En 1994, Bob convenció a Ken Shamrock para capacitar a Frank para la presentación combates. Frank finalmente acompañó a Ken, ya una celebridad, a luchas en el Ultimate Fighting Championship (UFC). Se convirtió en un miembro del Lion´s Den, la escuela de combate de Ken.
Debutó como luchador en el Pancracio (empresa en la cual Ken fue campeón), el 6 de diciembre de 1994. Fue en uno de los mayores eventos de combate hasta la fecha, el King Of Pancrase Tournament. A pesar de tener enfrente al favorito Bas Rutten en primera rueda, Shamrock consigue la victoria por mayoría en las tarjetas de los jurados. No obstante, es derrotado en la siguiente ronda el mismo día ante el experto grappler Manabu Yamada, a la finalista del torneo.
En 1995 Shamrock hizo 9 peleas en Pancrase, con un récord de 6-2-1. Ese año tuvo recordadas peleas con el maestro de Cath Wrestling Masakatsu Funaki (1 derrota, 1 victoria), un empate ante el experto en Jiu Jitsu brasileño Allan Goes, y una derrota en cerrada decisión en su segundo combate con Bas Rutten.
Shamrock encontró la consagración total en Pancrase el 28 de enero de 1996, al derrotar al favorito Minoru Suzukiy ganar el "King Of Pancrase" interino, pero después perdió nuevamente con Bas Rutten en mayo de 1996, tras un combate épico y polémico, por TKO (Rutten golpeó varias veces en la cara de forma antirreglamentaria a Shamrock mientras este se reía y fue castigado con quita de puntos, pero luego Frank no pudo seguir el combate debido a los golpes). Más tarde en ese año perdió también contra John Lober en Hawái en la Superbrawl, su debut en las MMA fuera de Pancrase. Tras su derrota ante Lober, Shamrock decidió mezclar las artes marciales y dedicarse de lleno a las MMA.
En el "León's Den", formado por Frank y futuras estrellas como Jerry Bohlander, Pete Williams, y Guy Mezger. Él desarrolló una estrecha relación con otra eminente personalidad de las artes marciales, kickboxer y luchador del UFC, Maurice Smith, que lo capacitó en kickboxing.
Shamrock vuelve a las MMA. Su primer objetivo en 1999 fue ganar el WEC Light Heavyweight Championship que en menos de dos minutos lo consiguió derrotando a Bryan Pardoe en marzo del 2003.

### UFC
Poco después, Shamrock venció al medallista olímpico Kevin Jackson en su debut en el UFC sometiéndolo en solo 16 segundos y consiguió el primer título de peso mediopesado del UFC. (El UFC después cambió su nombre por el título de peso medio). Es la más rápida definición en la historia de luchas por títulos de UFC, solo por detrás de Ronda Rousey y Conor McGregor. Luego pasó a defender con éxito el cinturón contra Igor Zinoviev, y Jeremy Horn. En octubre de 1998, Shamrock vengó su pérdida anterior frente a John Lober en el UFC Brasil, quien lo había vencido en su primera pelea MMA. Para ese entonces ya había dejado el equipo de Ken para formar su propio team, "The Alliance". Luego de esto la relación entre los hermanos Shamrock se rompió hasta su último encuentro en 2013, cuando limaron asperezas en cámara para el documental "Bound By Blood".

#### Shamrock contra Ortiz
En septiembre de 1999, Frank Shamrock defendió su título de peso medio por cuarta vez, contra Tito Ortiz en el UFC 22. Al momento que se realizó esta pelea, Shamrock y Ortiz eran dos de los grandes nombres en un deporte que aún trataba de sobrevivir. Durante los seis años entre UFC 1 y UFC 22, muchos peleadores habían comenzado a incorporar nuevas artes marciales a su entrenamiento. En vez de un enfrentamiento entre un luchador y un experto en kickboxing, ahora había más peleadores dispuestos a utilizar múltiples disciplinas. La pelea Shamrock-Ortiz se convirtió en uno de los primeros ejemplos de los nuevos estilos, con ambos haciendo de todo, y a gran nivel, por casi cuatro asaltos. Ortiz, el peleador más grande, controló la mayor parte de los primeros tres asaltos, pero Shamrock nunca estuvo en graves problemas. En el cuarto asalto Ortiz estaba cansado y Shamrock, conocido por su buen estado físico, comenzó a golpear a Ortiz en la lona y eventualmente lo forzó a rendirse. El combate es aún considerado como un clásico de este deporte.
Shamrock sentía que él había logrado todo lo que podía lograr en ese momento. Alegando falta de competencia y buscando ser el primer agente libre en las AMM, Frank deja sin efecto su contrato con UFC.

### Strikeforce

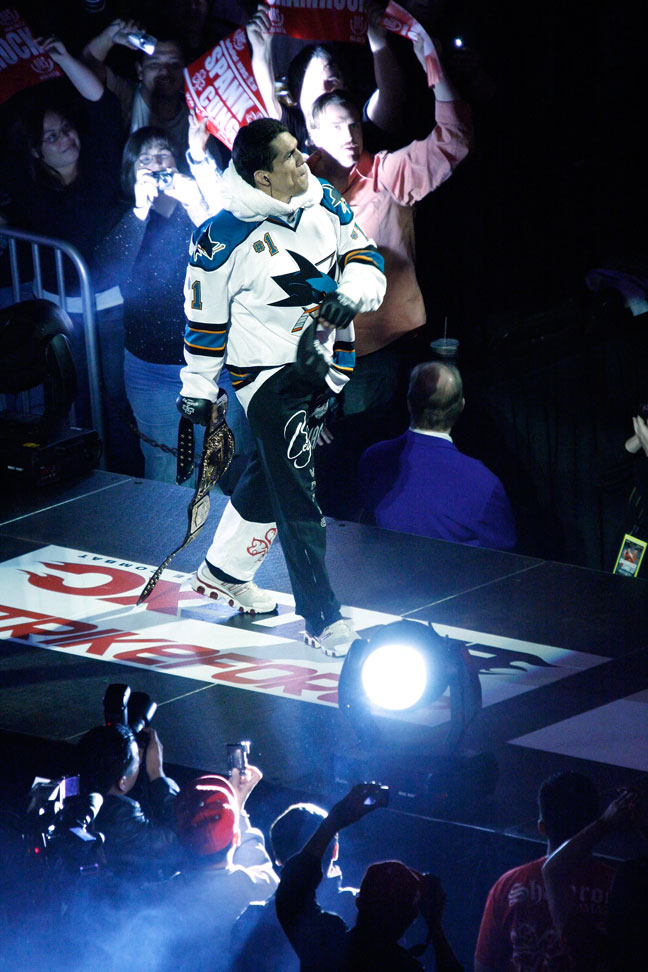
Shamrock haciendo su entrada.

El 10 de marzo de 2006, en Strikeforce: Shamrock vs Gracie, Frank consigue el TKO frente a Cesar Gracie en solo 22 segundos. Luego en febrero del 2007 tuvo su primera derrota tras más de diez años en las artes marciales mixtas contra el hermano de Cesar, Renzo Gracie. Pese a ser una pelea pareja, Shamrock es descalificado por un golpe ilegal, el que muchos opinan que Renzo exagero cuando podía seguir peleando.
Shamrock continua en StrikeForce y ahora tiene una oportunidad por el campeonato de peso medio frente al excéntrico Phil Baroni, que terminó la pelea inconsciente, vencido por extrangulamiento en la segunda ronda. Shamrock conseguía así el título mediano en Strikeforce.
Frank había mostrado una gran superioridad frente a Baroni y su próximo rival era anunciado, un luchador invicto y muy peligroso, Cung Le. La pelea sería por el campeonato en Strikeforce Elite XC en el HP Pavilion en San José. La pelea fue de pie, totalmente intercambiando golpes, hasta que Cung Le con una patada logra romper el brazo de Frank al finalizar el tercer round. Los doctores pararon la pelea en el descanso.
El 11 de abril de 2009 un Shamrock ya veterano es derrotado por un Nick Diaz mucho más joven y en forma. En 2010, durante la transmisión de la pelea entre Fedor y Werdum, Shamrock anuncia su retiro de las Artes Mixtas.
Shamrock y su esposa Amy residen en San José, California. La pareja tiene una hija llamada Nicolette, nacida el 24 de abril de 2008. Shamrock también tiene un hijo, Frankie, de un matrimonio anterior. Además, Shamrock dirige una empresa de mercadotecnia, Frank Shamrock S.A., que se enfoca en la gestión de activos personales y la difusión y enseñanza de las Artes Marciales Mixtas.
Shamrock también es autor del libro "Artes Marciales Mixtas" publicado por Wiley.
En los últimos años Frank Shamrock ha trabajado como comentarista de ESPN2, en Strikeforce (ya comprado por Zuffa), y recientemente ha sido confirmado junto a Randy Couture como los entrenadores-estrella del mega Reality show llamado "Fight Master: Bellator" MMA.

## Actuación y kickboxing
Después de su jubilación, Shamrock incursionó en la actuación, haciendo un papel de invitado en la serie Walker, Texas Ranger y en un comercial de Burger King. Sin embargo, fue perdiendo interés y regresó a las artes marciales mixtas. Firmó un acuerdo para luchar contra el experto en jiu-jitsu standout Elvis Sinosic, a quien vence por decisión unánime en K-1. Más tarde, cuando Ortiz y Sinosic se enfrentan por el UFC título de peso pesado (anteriormente el título de peso medio) en UFC 32, Shamrock se desempeñó como comentarista invitado.
El 11 de agosto de 2001, enfrentó a Shannon Ritch en un duelo de K-1. Shamrock mostró su experiencia sobre su ex protegido (en un pasado habían entrenado juntos), rompiendo el brazo de Ritch en 56 segundos y consiguiendo la victoria.
En diciembre de 2005, Shamrock abrió su primera escuela, Shamrock Academia de Artes Marciales en San José, CA. Shamrock se especializó en entrenar a sus alumnos en kickboxing y lucha.

## Estilo de pelea
Frank Shamrock ha sido considerado como el prototipo del luchador moderno en las artes marciales mixtas. Tras su paso por el Pancracio japonés, y sumada su excelencia en luchas de sumisión, se instruyó por el ex campeón pesado de UFC Maurice Smith en Kick-Boxing y full contact antes de pasar a luchar en MMA. El resultado fue el mejor luchador de artes mixtas jamás visto hasta entonces, un multi-estilista que marcó la diferencia con el resto. Muy efectivo en el estilo "hit & submit", de notable elasticidad y prácticamente invencible desde el suelo, sus llaves en piernas y manos, así también como su técnica de "estrangulamiento", su elogiado gran estado y resistencia a combates largos, le permitieron luchar de igual a igual y superar a rivales físicamente más poderosos (Rutten, Suzuki, Ortiz, Henderson, Zinoviev, Inoue, Pardoe). Gran atracción para el público por su personalidad extrovertida fuera y dentro del octágono. Aun así, se cuestionó su compromiso para con las MMA, más precisamente cuando cambió las luchas por algunas películas y series de TV a fines de los `90, pero su talento natural siempre fue innegable.

## Títulos y distinciones
- King Of Pancrase
  - Campeón Mundial interino Mediopesado (1996)

- Contenders (Grappling)
  - Campeón Mundial mediano (1997)

- UFC
  - Campeón Mundial mediopesado (1997-99)
  - Récord a la definición más rápida en peleas por el Campeonato UFC, al vencer por sumisión a Kevin Jackson el 21/12/97 en 16 segundos.
  - Pelea del Año (1999, contra Tito Ortiz)
  - Invicto en UFC

- WEC
  - Campeón mediopesado (2003)

- WKC
  - Campeón Mundial mediano (2001)

- Strikeforce
  - Campeón Mundial medianos (2007)

- Hook and Shoot Magazine
  - Luchador más prometedor (mayo 1995)

- RCMP
  - Luchador del Año (1997)

- Black Velt Magazine
  - Luchador de Full Contact (1998)

- Wrestling Observer Magazine
  - Luchador destacado del Año (1998)
  - Luchador destacado del Año (1999)
  - Pelea del Año (1999, contra Tito Ortiz)
  - Luchador de la Década del ´90 (2000)

## Récord en artes marciales mixtas
| 23 Victorias (5 KOs, 5 Decisiones, 13 Sumisiones); 10 Derrotas (4 KOs, 2 Sumisiones, 3 Decisiones, 1 Descalificación); 2 Empates |         |                   |                                          |                                                     |                          |       |        |                        |                                                                 |
| Resultado | Récord  | Oponente          | Método                                   | Evento                                              | Fecha                    | Ronda | Tiempo | Localización           | Notas                                                           |
| Derrota | 23–10–2 | Nick Diaz         | TKO (golpes)                             | Strikeforce: Shamrock vs. Diaz                      | 11 de abril de 2009      | 2     | 3:57   | San José, California   | Peso acordado (179 lbs).                                        |
| Derrota | 23–9–2  | Cung Le           | TKO (brazo roto)                         | Strikeforce: Shamrock vs. Le                        | 29 de marzo de 2008      | 3     | 5:00   | San José, California   | Perdió el Campeonato Peso Mediano de Strikeforce.               |
| Victoria | 23–8–2  | Phil Baroni       | Sumisión técnica (rear-naked choke)      | Strikeforce Shamrock vs. Baroni                     | 22 de junio de 2007      | 2     | 4:00   | San José, California   | Ganó el Campeonato Inaugural Peso Mediano de Strikeforce.       |
| Derrota | 22–8–2  | Renzo Gracie      | Descalificación (rodillazos en el suelo) | EliteXC: Destiny                                    | 10 de febrero de 2007    | 2     | 2:00   | Southaven, Misisipi    |                                                                 |
| Victoria | 22–7–2  | Cesar Gracie      | KO (golpes)                              | Strikeforce: Shamrock vs. Gracie                    | 10 de marzo de 2006      | 1     | 0:20   | San José, California   | Debut en peso medio.                                            |
| Victoria | 21–7–2  | Bryan Pardoe      | Sumisión (ambar)                         | WEC 6: Return of a Legend                           | 27 de marzo de 2003      | 1     | 1:46   | Lemoore, California    | Ganó el Campeonato Inaugural Pesosemipesado de WEC.             |
| Victoria | 20–7–2  | Elvis Sinosic     | Decisión (dividida)                      | K-1 World Grand Prix 2000                           | 10 de diciembre de 2000  | 5     | 3:00   | Tokio                  |                                                                 |
| Victoria | 19–7–2  | Tito Ortiz        | Sumisión (golpes)                        | UFC 22                                              | 24 de septiembre de 1999 | 4     | 4:50   | Lake Charles, Luisiana | Defendió el Campeonato de Pesosemipesado; Pelea del año (1999). |
| Empate | 18–7–2  | Kiyoshi Tamura    | Empate                                   | Rings: Rise 2nd                                     | 23 de abril de 1999      | 1     | 20:00  | Japón                  |                                                                 |
| Victoria | 18–7–1  | John Lober        | Sumisión (golpes)                        | UFC Brazil                                          | 16 de octubre de 1998    | 1     | 7:40   | Sao Paulo              | Defendió el Campeonato de Pesosemipesado.                       |
| Victoria | 17–7–1  | Jeremy Horn       | Sumisión (kneebar)                       | UFC 17                                              | 15 de mayo de 1998       | 1     | 16:28  | Mobile, Alabama        | Defendió el Campeonato de Pesosemipesado.                       |
| Victoria | 16–7–1  | Igor Zinoviev     | KO (golpe)                               | UFC 16                                              | 13 de marzo de 1998      | 1     | 0:22   | New Orleans, Louisiana | Defendió el Campeonato de Pesosemipesado.                       |
| Victoria | 15–7–1  | Kevin Jackson     | Submission (armbar)                      | UFC Japan                                           | 21 de diciembre de 1997  | 1     | 0:16   | Yokohama               | Ganó el Campeonato Inaugural Pesosemipesado.                    |
| Victoria | 14–7–1  | Enson Inoue       | TKO (golpes)                             | Vale Tudo Japan 1997                                | 29 de noviembre de 1997  | 2     | 7:17   | Yokohama               |                                                                 |
| Victoria | 13–7–1  | Wes Gassaway      | Parada técnica                           | World Pankration Championships 1                    | 26 de octubre de 1997    | 1     | 11:54  | Texas                  |                                                                 |
| Victoria | 12–7–1  | Tsuyoshi Kohsaka  | Decisión (unánime)                       | Rings: Extension Fighting 7                         | 26 de septiembre de 1997 | 1     | 30:00  | Japón                  |                                                                 |
| Derrota | 11–7–1  | John Lober        | Decisión técnica (dividida)              | SuperBrawl 3                                        | 17 de enero de 1997      | 1     | 30:00  | Honolulú, Hawai        |                                                                 |
| Derrota | 11–6–1  | Kiuma Kunioku     | Decisión (unánime)                       | Pancrase: Truth 10                                  | 15 de diciembre de 1996  | 1     | 20:00  | Tokio                  |                                                                 |
| Derrota | 11–5–1  | Yuki Kondo        | KO (patada a la cabeza)                  | Pancrase: 1996 Anniversary Show                     | 7 de septiembre de 1996  | 1     | 12:43  | Chiba                  |                                                                 |
| Victoria | 11–4–1  | Manabu Yamada     | Sumisión (rear-naked choke)              | Pancrase: 1996 Neo-Blood Tournament, Round 1        | 22 de julio de 1996      | 1     | 12:44  | Tokio                  |                                                                 |
| Derrota | 10–4–1  | Bas Rutten        | TKO (parada médica)                      | Pancrase: Truth 5                                   | 16 de mayo de 1996       | 1     | 11:11  | Tokio                  |                                                                 |
| Victoria | 10–3–1  | Osami Shibuya     | Decisión (unánime)                       | Pancrase: Truth 4                                   | 8 de abril de 1996       | 1     | 15:00  | Tokio                  |                                                                 |
| Victoria | 9–3–1   | Ryushi Yanagisawa | Decisión (unánime)                       | Pancrase: Truth 2                                   | 12 de marzo de 1996      | 1     | 20:00  | Kobe                   |                                                                 |
| Victoria | 8–3–1   | Minoru Suzuki     | Sumisión (kneebar)                       | Pancrase: Truth 1                                   | 28 de enero de 1996      | 1     | 22:53  | Yokohama               |                                                                 |
| Victoria | 7–3–1   | Vernon White      | Sumisión (achilles lock)                 | Pancrase: Eyes of Beast 7                           | 14 de diciembre de 1995  | 1     | 5:23   | Sapporo                |                                                                 |
| Victoria | 6–3–1   | Masakatsu Funaki  | Sumisión (toe hold)                      | Pancrase: Eyes of Beast 6                           | 4 de noviembre de 1995   | 1     | 10:31  | Yokohama               |                                                                 |
| Victoria | 5–3–1   | Takafumi Ito      | Sumisión (rear-naked choke)              | Pancrase: 1995 Anniversary Show                     | 1 de septiembre de 1995  | 1     | 7:23   | Tokio                  |                                                                 |
| Derrota | 4–3–1   | Bas Rutten        | Decisión (dividida)                      | Pancrase: 1995 Neo-Blood Tournament Second Round    | 23 de julio de 1995      | 1     | 15:00  | Tokio                  |                                                                 |
| Victoria | 4–2–1   | Takaku Fuke       | Sumisión (rear-naked choke)              | Pancrase: Eyes of Beast 5                           | 13 de junio de 1995      | 1     | 8:16   | Sapporo, Hokkaido      |                                                                 |
| Empate | 3–2–1   | Allan Goes        | Empate                                   | Pancrase: Eyes of Beast 4                           | 13 de mayo de 1995       | 1     | 10:00  | Chiba, Chiba           |                                                                 |
| Victoria | 3–2     | Minoru Suzuki     | Sumisión (rear-naked choke)              | Pancrase: Eyes of Beast 3                           | 8 de abril de 1995       | 1     | 3:23   | Nagoya                 |                                                                 |
| Derrota | 2–2     | Masakatsu Funaki  | Sumisión (toe hold)                      | Pancrase: Eyes of Beast 2                           | 10 de marzo de 1995      | 1     | 5:11   | Yokohama, Kanagawa     |                                                                 |
| Victoria | 2–1     | Katsuomi Inagaki  | Sumisión (armbar)                        | Pancrase: Eyes of Beast 1                           | 26 de enero de 1995      | 1     | 6:14   | Nagoya                 |                                                                 |
| Derrota | 1–1     | Manabu Yamada     | Sumisión (achilles lock)                 | Pancrase: King of Pancrase Tournament Opening Round | 16 de diciembre de 1994  | 1     | 8:38   | Tokio                  |                                                                 |
| Victoria | 1–0     | Bas Rutten        | Decisisión (mayoritaria)                 | Pancrase: King of Pancrase Tournament Opening Round | 16 de diciembre de 1994  | 1     | 10:00  | Tokio                  |                                                                 |

## Récord en kickboxing
| Resultado | Récord | Oponente      | Método       | Evento                                 | Fecha                | Asalto | Tiempo | Localización      |
| --------- | ------ | ------------- | ------------ | -------------------------------------- | -------------------- | ------ | ------ | ----------------- |
| Victoria  | 1–0    | Shannon Ritch | TKO (lesión) | K-1 World Grand Prix 2001 in Las Vegas | 11 de agosto de 2001 | 1      | 0:53   | Las Vegas, Nevada |

## Récord en submission grappling
| Resultado | Oponente         | Método               | Evento                                              | Fecha                 | Asalto | Tiempo |
| --------- | ---------------- | -------------------- | --------------------------------------------------- | --------------------- | ------ | ------ |
| Empate    | Kazushi Sakuraba | Empate               | Rizin World Grand Prix 2017: Opening Round - Part 2 | 15 de octubre de 2017 | 1      | 0:56   |
| Victoria  | Dan Henderson    | Sumisión (heel hook) | The Contenders                                      | 11 de octubre de 1997 | -      | -      |